# La Lanterne (journal)
Pour les articles homonymes, voir Lanterne.
La Lanterne est un journal satirique dirigé par Henri Rochefort.

## Historique
La Lanterne est un journal satirique dirigé par Henri Rochefort. Créé en 1868, il a été vendu clandestinement avant de cesser de paraître en 1876.

Le titre La Lanterne a été repris en 1877.

## Description
La Lanterne est créée avec l’appui d’Hippolyte de Villemessant, qui souhaitait éloigner Henri Rochefort du Figaro, où le ton de ses articles déplaisait au pouvoir. C’est un hebdomadaire, qui se présente sous la forme d’une petite brochure rouge de 14,5 cm sur 10. Son prix de vente, relativement élevé, est de 40 centimes. Certains numéros se seraient vendus jusqu’à 15 et 20 francs.
Le premier numéro de La Lanterne, paru à Paris le 31 mai 1868, est tiré à 15 000 exemplaires. Puis, en raison de la demande, il sera plusieurs fois tiré de nouveau et le nombre total d’exemplaires s’élèvera finalement à 120 000.
L’éditorial de ce premier numéro débutait par cette formule, restée célèbre : « La France contient […] trente-six millions de sujets, sans compter les sujets de mécontentement. »
Il y eut deux séries distinctes, avec une interruption de cinq ans entre novembre 1869 et juillet 1874 :
- la première série comprit 77 numéros, du 30 mai 1868 au 20 novembre 1869. Le no 11 du 8 août 1868 fut saisi pour « offenses à la personne de l’Empereur ; offenses à la personne de l’Impératrice ; outrage à la Magistrature, […] ». Rochefort fut condamné. Il dut se réfugier en Belgique. À partir du no 14, définitivement interdite en France, la revue fut tirée à Bruxelles ;
- la deuxième série comprit 86 numéros, du 4 juillet 1874 au 19 février 1876.

## Critique du régime de Napoléon III
À travers ce journal, Henri Rochefort s’attaque aux faiblesses du Second Empire. Le régime n’accepte pas ces critiques et engage de nombreuses poursuites. Après une interdiction à la vente publique, Rochefort est attaqué en justice et sévèrement condamné à des amendes et à une peine de prison. Il doit se réfugier à Bruxelles pour échapper à la police.
Il retrouve en Belgique un autre ennemi de « Napoléon-le-Petit », Victor Hugo, qui l’héberge plusieurs mois. Rochefort poursuit la rédaction de son journal et renouvelle ses critiques contre le régime de Napoléon III.
En France, La Lanterne, vendue clandestinement, trouve toujours ses lecteurs. Protégé par son exil, Rochefort adopte un ton encore plus acerbe dans ces attaques contre l’Empire. Devenu l’ennemi juré des bonapartistes, il se présente à Paris lors des élections législatives de 1869, mais il est battu par Jules Favre, auquel se rallient les bonapartistes. En novembre, il est élu au siège laissé vacant par Gambetta.
Rochefort met un terme à la parution de la Lanterne en 1876 pour donner naissance à un nouveau journal, La Marseillaise.

## Un caractère divertissant qui assure sa popularité
La Lanterne adopte un style léger, parfois sans queue ni tête, proche du théâtre de boulevard, et fait un abondant usage du calembour et de la blague. 
Ce style assure son succès à Paris. Certains témoignages, notamment celui du journaliste Francisque Sarcey pendant sa tournée avec la Comédie-Française, laissent entendre que la revue était présente dans les mains des habitants aussi bien à Lyon qu’à Dijon. De plus, les poursuites dont fait l’objet Rochefort, renforcent le caractère sulfureux de La Lanterne.
La popularité du journal attire très vite la jalousie et l’irritation. Blanqui écrit d’ailleurs « La lanterne est un feu de fête terrible contre Bon (Bonaparte) qui enchante les bourgeois. Ils paient ses satires à prix d’or, ils courent après. De la contrebande s’active. Mais, nos écrits, va t-en voir ! Les bourgeois les dénonceraient plutôt. »
La Lanterne, par sa forme et sa légèreté aurait d’ailleurs, selon certains historiens, inspiré des journaux de la fin du XIXe siècle comme Le Gaulois, La Cloche et Le Lorgnon.

## Source
- Claude Bellanger, Jacques Godechot, Pierre Guiral, Fernand Terrou, Histoire générale de la presse française de 1815 à 1871, PUF, Paris, 1969.